# Chaos Ridden Years: Stockholm Knockout Live
Chaos Ridden Years - Stockholm Knockout Live – album koncertowy zespołu Children of Bodom wydany 11 października 2006. Dostępny jest w wersji DVD, 2xCD oraz Deluxe (DVD + 2xCD)
Album zawiera występ zarejestrowany podczas koncertu w Arenan w Sztokholmie (Szwecja).

## Lista utworów

### CD
1. "Living Dead Beat"
2. "Sixpounder"
3. "Silent Night, Bodom Night"
4. "Hate Me!"
5. "We're Not Gonna Fall"
6. "Angels Don't Kill"
7. "Deadbeats I" (drum solo)
8. "Bodom After Midnight / Bodom Beach Terror" (medley)
9. "Follow the Reaper"
10. "Needled 24/7"
11. "Clash of the Booze Brothers" (solo battle)
12. "In Your Face"
13. "Hate Crew Deathroll"
14. "Are You Dead Yet?"
15. "Roope Latvala Guitar Solo"
16. "Lake Bodom"
17. "Everytime I Die"
18. "Downfall"

### DVD
1. "Living Dead Beat"
2. "Sixpounder"
3. "Silent Night, Bodom Night"
4. "Hate Me!"
5. "We're Not Gonna Fall"
6. "Angels Don't Kill"
7. "Deadbeats I" (drum solo)
8. "Bodom After Midnight / Bodom Beach Terror" (medley)
9. "Follow the Reaper"
10. "Needled 24/7"
11. "Clash of the Booze Brothers" (solo battle)
12. "In Your Face"
13. "Hate Crew Deathroll"
14. "Are You Dead Yet?"
15. "Roope Latvala Guitar Solo"
16. "Lake Bodom"
17. "Everytime I Die"
18. "Downfall"

Dodatkowo płyta DVD zawiera teledyski do utworów: 
1. "Downfall"
2. "Deadnight Warrior"
3. "Everytime I Die"
4. "Trashed, Lost & Strungout"
5. "Sixpounder"
6. "In Your Face"
7. "Are You Dead Yet?"

Na płycie dostępny jest również 47-minutowy film dokumentalny, pokazujący biografię zespołu.